# Innocent Victim
Innocent Victim är det elfte studioalbumet av den brittiska rockgruppen Uriah Heep, släppt 1977. Det var det andra albumet med John Lawton som sångare. Här övergick man till ett poppigare sound.
Albumet kom inte in på några listor i vare sig USA eller Storbritannien men gick väldigt bra i Tyskland. Såväl Lawton som Bolder bidrog med låtar för första gången. Gruppen fick kritik för omslaget som ansågs smaklöst då det visade en stor orm med öppet gap.[källa behövs]

## Låtlista
1. "Keep On Ridin'" (Hensley/Williams) – 3:41
2. "Flyin' High" (Hensley) – 3:19
3. "Roller" (Bolder/Ian McDonald) – 4:41
4. "Free 'n' Easy"  (Box/Lawton) – 3:05
5. "Illusion" (Hensley) – 5:01
6. "Free Me" (Hensley) – 3:35
7. "Cheat 'n' Lie" (Hensley) – 4:54
8. "The Dance" (Williams) – 4:49
9. "Choices" (Williams) – 5:49

Innocent Victim blev remastrad och gavs ut igen 1997 med bonusspår:
1. "Illusion/Masquerade (Full unedited version)" (Hensley) – 8:18
  - Ursprungligen inspelad som ett spår men utgiven som separata sånger – "Illusion" hamnade på albumet medan "Masquerade" blev B-sida till singeln "Free Me".
2. "The River (Outtake)" (Bolder, Box, Hensley, Kerslake, Lawton) – 3:10

## Bandet
- John Lawton – Sång
- Ken Hensley – Keyboards, gitarr, sång
- Mick Box – Gitarrer
- Trevor Bolder – Bas
- Lee Kerslake – Trummor, sång